# Pieman River
La Pieman River est un fleuve côtier d'Australie sis dans le nord-ouest de la Tasmanie. Le fleuve porte le nom d'un prisonnier célèbre, Alexander Pierce (surnommé Jimmy the Pieman), qui fut arrêté près de son embouchure après s'être échappé du pénitencier de Macquarie Harbour.

## Géographie
Longue de 98 kilomètres, la Pieman River est formée par la confluence, près de la ville de Tullah dans les montagnes centrales de l'île, des rivières Macintosh et Murchison. Son cours, orienté globalement vers l'ouest, la fait se jeter dans l'océan Indien dans la baie de Hardwicke après avoir reçu de nombreux affluents telles que les rivières Huskisson, Stanley, Donaldson, Whyte et Savage (d'amont en aval).

## Aménagements
Son bassin versant, d'une superficie de 4 148 km2, est très peu peuplé : 1 384 habitants en 2006. L'histoire de la vallée de la Pieman River et de ses affluents a surtout été marquée par l'extraction minière, d'or et d'étain à la fin du XIXe siècle, puis du fer et du cuivre à partir des années 1960.